# Выборы губернатора Ростовской области (2025)
Выборы губернатора состоятся в Ростовской области в период с 12 по 14 сентября 2025 года в единый день голосования. Одновременно состоятся выборы депутатов городских дум в Ростове-на-Дону, Волгодонске, Донецке, Каменске-Шахтинском, Новочеркасске, Шахтах, городах Гуково и Зверево.
Губернатор избирается сроком на 5 лет. На тот же срок избранный губернатор назначает членом Совета Федерации одного из трёх протеже, заявленных при регистрации. 
На 1 января 2025 года в Ростовской области было зарегистрировано 3 154 187 избирателей, из которых около 25,9 % (816 894 избирателей) в Ростове-на-Дону.

## Предшествующие события
С 2022 года Ростовская область является важным логистическим узлом в ходе войны с Украиной. В регионе размещены военные базы и штабы снабжения. Дестабилизация обстановки в приграничных районах и атаки БПЛА стали важным фактором для политической ситуации в области.
4 ноября 2024 года губернатор Василий Голубев досрочно подал в отставку после 14 лет пребывания в должности. Действовавшая пятилетняя каденция завершалась в сентябре 2025 года. Президент РФ Владимир Путин принял отставку и в тот же день назначил временно исполняющим обязанности губернатора Ростовской области Юрия Слюсаря, президента и председателя правления «Объединённой авиастроительной корпорации». При этом президент просил его погрузиться в хозяйственную деятельность региона и заявил, что сделает всё для того, чтобы его поддержать.
13 января 2025 года Юрий Слюсарь заявил о намерении участвовать в выборах губернатора.

## Избирательная система
Выборы проводятся по мажоритарной системе. Кандидаты должны быть выдвинуты зарегистрированными партиями и собрать не менее 5 % подписей муниципальных депутатов. Победитель назначает одного из представленных кандидатов в Совет Федерации.

## Организация выборов
Избирательная комиссия Ростовской области состоит из 14 членов с правом решающего голоса. Действующий 7 состав сформирован в июне 2022 года на 5 лет (2022—2027). Половину назначил губернатор Ростовской области, половину — депутаты заксобрания Ростовской области. Председателем с июля 2017 года является Андрей Буров. 6 июля 2022 года вновь избран председателем.
В декабре 2024 года сообщалось, что на организацию выборов и региональных кампаний в бюджете Ростовской области предусмотрено 587 млн рублей.
Ключевые даты
- 5 июня заксобрание Ростовской области назначило выборы на 14 сентября 2025 года — единый день голосования (за 100—90 дней до дня голосования)
  - областная избирательная комиссия утвердила календарный план мероприятий по подготовке и проведению выборов губернатора и опубликовала расчёт числа подписей, необходимых для регистрации кандидата
  - с 6 июня — период выдвижения кандидатов
- с 2 июля — уведомление комиссии о выдвижении кандидатов (не ранее чем за 73 дня до дня голосования)
  - агитационный период начинается со дня выдвижения кандидата и прекращается за одни сутки до дня голосования
  - сбор подписей депутатов и глав муниципалитетов начинается после официального выдвижения — представления в избирательную комиссию заявления кандидата о согласии баллотироваться
- с 25 июля по 1 августа до 18:00 (за 50—43 дня до дня голосования) — представление документов для регистрации кандидатов; к заявлениям должны прилагаться листы с подписями и список трёх кандидатов на должность члена Совета Федерации
  - до 10 августа — решение избирательной комиссии о регистрации кандидата (в течение 10 дней со дня подачи документов в избирком)
- с 16 августа по 12 сентября — период агитации в СМИ (начинается за 28 дней до дня голосования)
- 13 сентября — «день тишины»
- 14 сентября — день голосования

## Кандидаты
| Кандидат | Кандидат                     | Должность (на момент выдвижения)                                                                 | Субъект выдвижения                | Статус          | Кандидаты в Совет Федерации |
| -------- | ---------------------------- | ------------------------------------------------------------------------------------------------ | --------------------------------- | --------------- | --------------------------- |
|          | Евгений Иванович Бессонов    | первый секретарь Ростовского областного отделения КПРФ, депутат Государственной думы VIII созыва | КПРФ                              | зарегистрирован |                             |
|          | Юрий Александрович Климченко | пенсионер                                                                                        | Партия пенсионеров                | зарегистрирован |                             |
|          | Сергей Александрович Косинов | руководитель общественной приёмной в Ростовской области Сергея Миронова                          | «Справедливая Россия — За правду» | зарегистрирован |                             |
|          | Юрий Борисович Слюсарь       | временно исполняющий обязанности губернатора Ростовской области                                  | «Единая Россия»                   | зарегистрирован |                             |
|          | Денис Владимирович Фраш      | депутат Законодательного Собрания Ростовской области                                             | ЛДПР                              | зарегистрирован |                             |

## Влияние военного конфликта на выборы
Регион испытывает серьёзные экономические и социальные последствия из-за российского вторжения в Украину. Усиленные меры безопасности, атаки беспилотников и рост военных расходов повлияли на региональную повестку. Власти активно используют тему патриотизма в предвыборной кампании.